# 3973 Ogilvie
3973 Ogilvie è un asteroide della fascia principale. Scoperto nel 1981, presenta un'orbita caratterizzata da un semiasse maggiore pari a 2,3578858 UA e da un'eccentricità di 0,2086732, inclinata di 1,84951° rispetto all'eclittica.